# Поростов
Поростов (слч. Porostov) насељено је мјесто са административним статусом сеоске општине (слч. obec) у округу Собранце, у Кошичком крају, Словачка Република.

## Становништво
| Година:    | 1994. | 2004.   | 2014.   | 2024.    |
| ---------- | ----- | ------- | ------- | -------- |
| Број људи: | 233   | 231     | 213     | 189      |
| Разлика:   |       | -0,85 % | -7,79 % | -11,26 % |

| Година:    | 2023. | 2024.   |
| ---------- | ----- | ------- |
| Број људи: | 192   | 189     |
| Разлика:   |       | -1,56 % |

Према подацима о броју становника из 2011. године насеље је имало 210 становника.